# Dolnje Mraševo
Dolnje Mraševo – wieś w Słowenii, w gminie Straža. W 2018 roku liczyła 30 mieszkańców.